# Vimpelfiskar
Vimpelfiskar (Heniochus) är ett släkte tillhörande familjen fjärilsfiskar. Utseendemässigt liknar Heniochus arten Zanclus cornutus, men släktband saknas. 

## Arter
- Långfenad vimpelfisk (Heniochus acuminatus)
- Heniochus chrysostomas
- Heniochus diphreutes
- Vimpelfisk (Heniochus intermedius)
- Heniochus monoceras
- Heniochus pleurotaenia
- Heniochus singularis
- Heniochus varius